# Первомайська сільська рада (Єгор'євський район)
Первома́йська сільська рада (рос. Первомайский сельский совет) — сільське поселення у складі Єгор'євського району Алтайського краю Росії.
Адміністративний центр — село Первомайське.

## Населення
Населення — 901 особа (2019; 1104 в 2010, 1464 у 2002).

## Склад
До складу сільської ради входять:
| Населений пункт    | Населення, осіб (2002) | Населення, осіб (2010) |
| ------------------ | ---------------------- | ---------------------- |
| Івановка, село     | 112                    | 1                      |
| Мирний, селище     | 375                    | 262                    |
| Первомайське, село | 977                    | 841                    |